# Erdélyi Néprajzi Tanulmányok
Erdélyi Néprajzi Tanulmányok a kolozsvári Ferenc József Tudományegyetem Néprajzi Intézetének, majd a kolozsvári magyar egyetem, ill. a Bolyai Tudományegyetem néprajzi tanszékének kiadványsorozata 1943 és 1947 között.

## Szerkesztői, témái
Alapítója és szerkesztője Gunda Béla egyetemi tanár. 9 száma jelent meg, részben mint szakfolyóiratok (így az Ethnographia és az Erdélyi Múzeum) különlenyomata, részben mint önálló kiadvány. "A kiadványsorozatban Erdély néprajzával s Erdély népi műveltségét érintő kelet-európai néprajzi kérdésekkel foglalkozó tanulmányok jelennek meg" – ezt az ország- és nyelvhatárokon túlmutató néprajzi irányulást fejezte ki külsőleg a sorozat ötnyelvű címe is (a magyar mellett angol, német, francia, olasz és román szöveggel), valamint az egyes füzetek angol, német vagy francia tartalmi kivonata. A sorozat fontosabb számai Gunda Béla Magyar hatás az erdélyi román népi műveltségre, A funkcionalizmus kérdése a néprajzban s Munka és kultusz a magyar parasztságnál és Faragó József Ismeretlen Kriza-életrajzok, A tánc a mezőségi Pusztakamaráson és Betlehemezők és kántálók Pusztakamaráson c. tanulmányait tartalmazzák. Az utolsó szám (Miscellanea Ethnographica) a többi közt Antal Árpád, ifj. Kós Károly és Molnár István közleményeivel jelent meg.